# کوبریماخی
کوبریماخی (به لاتین: Kubrimakhi) یک منطقهٔ مسکونی در روسیه است که در شهرستان آگولسکی واقع شده‌است. جمعیت این شهر در سال 2010، 17 نفر بوده است. در 25 کیلومتری جنوب آکوشا واقع شده است.